# Themira shimai
Themira shimai är en tvåvingeart som beskrevs av Iwasa 1984. Themira shimai ingår i släktet Themira och familjen svängflugor.
Artens utbredningsområde är Nepal. Inga underarter finns listade i Catalogue of Life.